# Vizzavona
Pour les articles homonymes, voir Vizzavona (homonymie).
Vizzavona est un hameau de la commune de Vivario, en Haute-Corse. Il est situé au sud de la commune, à une altitude moyenne de 900 m, au cœur de la forêt territoriale de Vizzavona, dans le parc naturel régional de Corse. Il est dominé par le Monte d'Oro (2 389 m).
Le hameau est constitué essentiellement d'une quinzaines de maisons éparses, de deux hôtels restaurant, d'un bar restaurant et gîte "Le Refuge" pour randonneurs sur le sentier de grande randonnée 20 (GR 20), une épicerie de produits pour randonnées (le restaurant de la gare l'Altagna (l'Aigle) et une paillote à l'autre extrémité des quais ont été fermé administrativement en juillet 2021 car ils empiétaient sur le domaine public de la gare). Le hameau, très fréquenté pendant l’été, est quasiment inhabité pendant l'hiver.
- Hôtels-restaurant : U Castellu, Le Vizzavona, Le Monte d'Oro sur le GR 20 à proximité du hameau.
- Gîte pour randonneurs Le Refuge, face à la gare.

## Accès
Le hameau est desservi par la D 523, une courte et étroite route départementale en très forte pente formant presque une boucle depuis un point de la RN 193 et en contrebas de celle-ci.
La voie principale des Chemins de fer de Corse qui relie Ajaccio et Bastia, les deux métropoles de Corse, dessert le hameau. La gare de Vizzavona est située au plus bas du hameau, à la sortie Nord, à près de 50 mètres du tunnel ferroviaire de Vizzavona, le plus long de l'île, construit sous le col de Vizzavona.
Ce col est une infrastructure critique pour le transport routier Corse avec de très fortes pentes coté Sud, car en cas de chutes de neige importantes, son accès est interdit aux poids-lourds, qui doivent passer par un long itinéraire vers le sud de l'île pour rejoindre Ajaccio et Propriano. Un très ancien projet de tunnel routier sous le col est en projet mais n'a pas abouti aux vues des lourdes contraintes pour son percement et sa construction.

## Randonnées
Vizzavona est connu des randonneurs comme le point médian du sentier de grande randonnée de la Corse, le GR 20. Desservi par le Trinighellu (le « petit train » en français) et par la route Ajaccio - Bastia, il peut être le point d'arrivée ou de départ d'une randonnée pour ceux qui ne souhaitent (ou ne peuvent) pas effectuer le parcours de bout en bout. C'est aussi le point de départ de l'ascension du Monte d'Oro (2 389 m), ou, pour les moins hardis, d'une marche d'une heure pour la visite à la « Cascade des Anglais » (1 112 m), située juste au-dessus d'une passerelle sur le torrent l'Agnone.

## Histoire

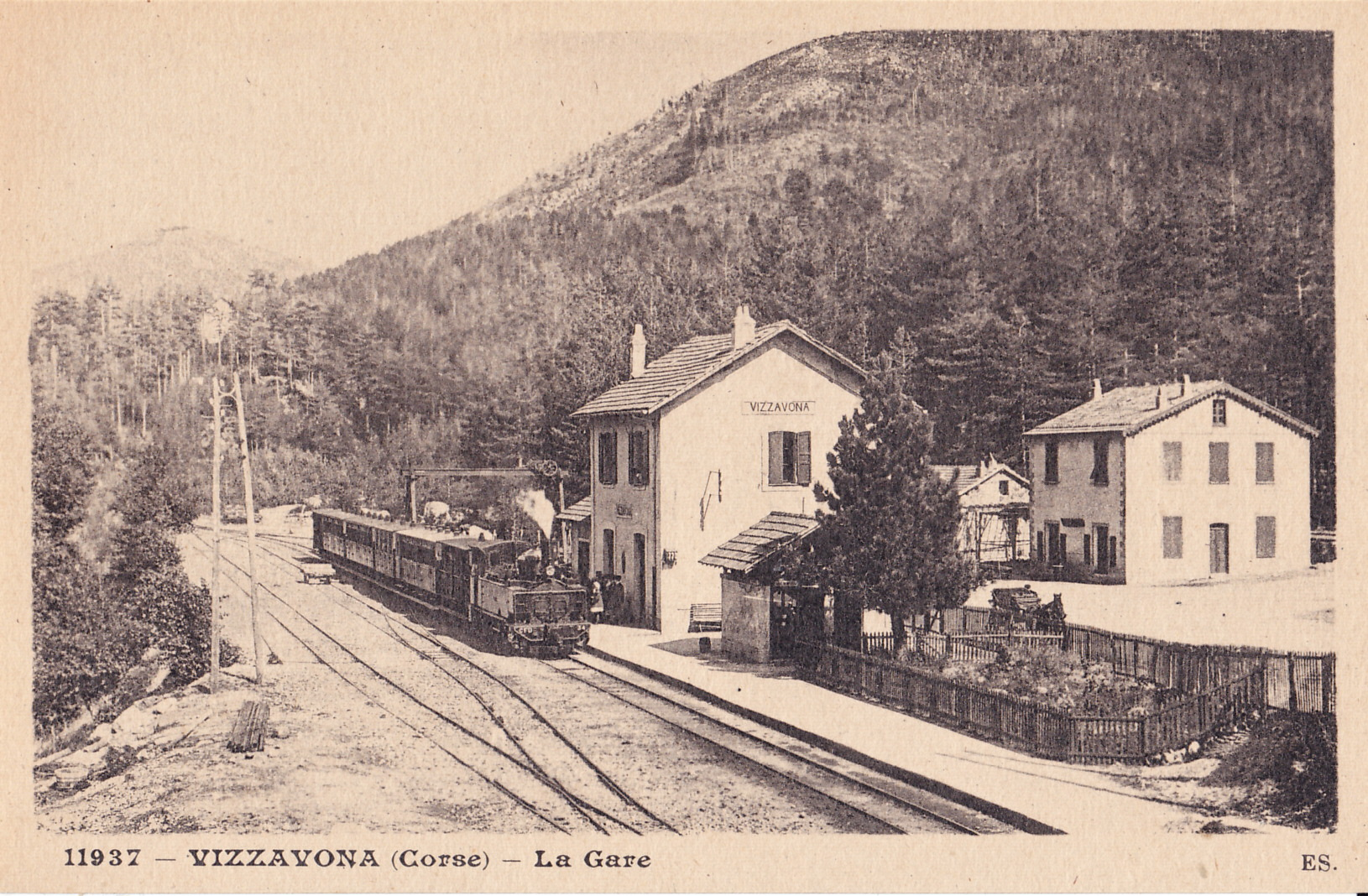
La gare de Vizzavona, vue ici au début du XXe siècle, fut ouverte en 1889 avec l'arrivée de la section de ligne Vizzavona - Ajaccio.

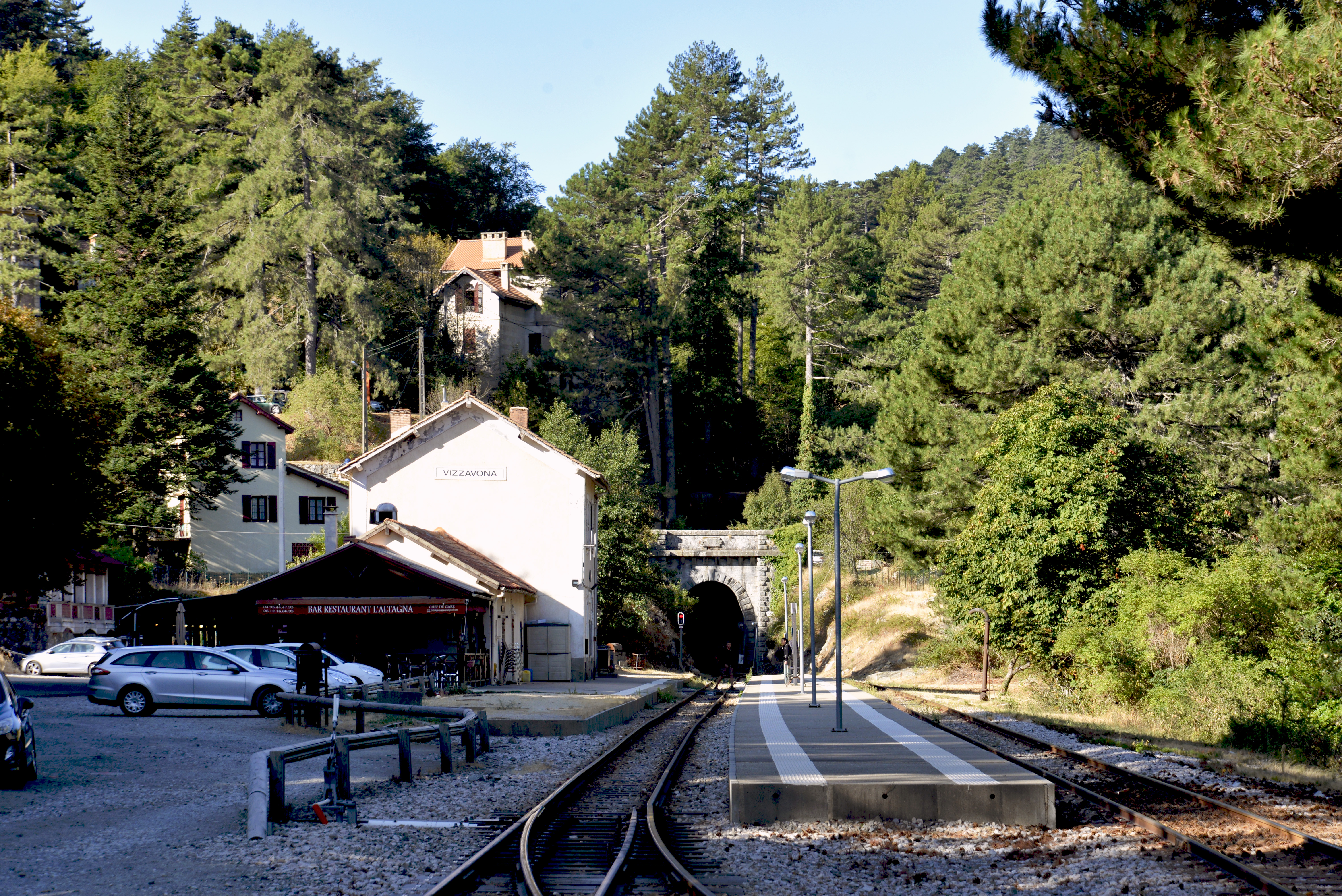
La gare actuelle vue depuis le nord en 2017.

Guizzaone était autrefois l'ancien nom de Vizzavona.
Au début du XXe siècle, le site était très prisé des Anglais. Ceux-ci venaient en train depuis Ajaccio, pour profiter de l'air pur en se promenant dans la forêt.
Une cascade sur le ruisseau Agnone à 1 092 m porte d'ailleurs le nom de « Cascade des Anglais ». Les hôtels existants datent de cette Belle Époque. Le Grand Hôtel de la Forêt de Martin Muraccioli, maire et conseiller général de Bocognano, inauguré en 1897 symbolise cette époque, il est aujourd'hui abandonné et est interdit d'accès.
On a trouvé aussi des traces de présence humaine datant du néolithique, dans un abri sous-roche connu sous le nom de « Grotte du Major Forsythe », d'après le préhistorien britannique qui le premier la fouilla. On peut visiter le site en suivant le sentier de randonnée balisé partant de la gare.
« Des silex pygmées et microsilex géométriques, qui doivent être considérés comme néolithiques, ont été trouvés par M. Forsyth-Major dans la région de Vizzavona ».
Dominant le col, les vestiges du "Fort de Vaux" plus communément appelé Fort di a Foce ou Fort de Vizzavona, sont encore visibles depuis la RN 193 et la gare. Ce fort avait été construit en 1772 par le général De Vaux au col, face au Monte d'Oro.

## Économie
À l'heure actuelle, Vizzavona compte trois hôtels et une auberge.
En forêt a été créé un parc aventure avec plus de cent parcours dans les arbres.
La principale ressource est donc le tourisme, et cela du fait de la petite gare, et des deux restaurants qui la côtoient.

### Patrimoine
- Notre-Dame-de-la-Forêt

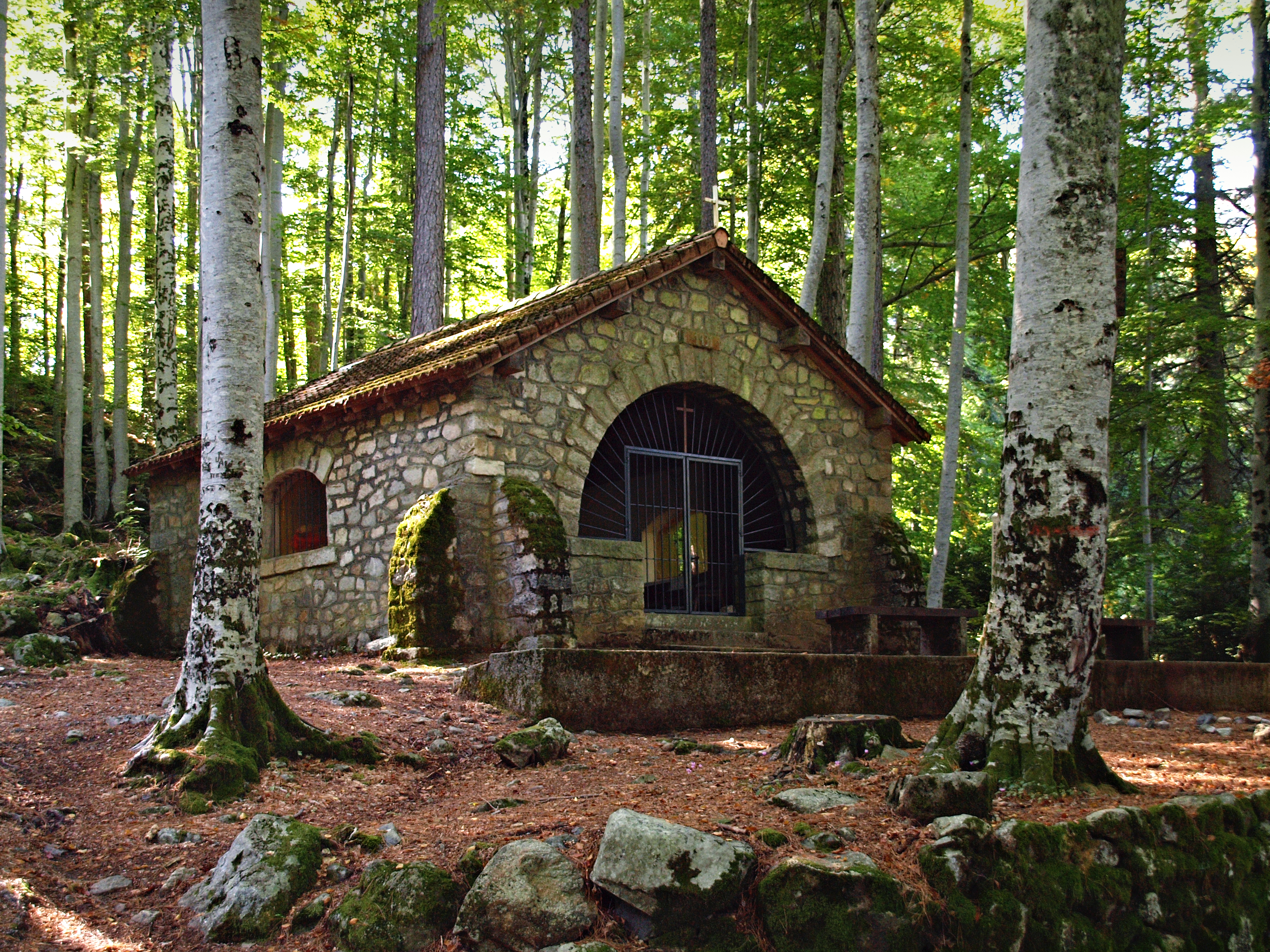
Notre-Dame-de-la-Forêt.

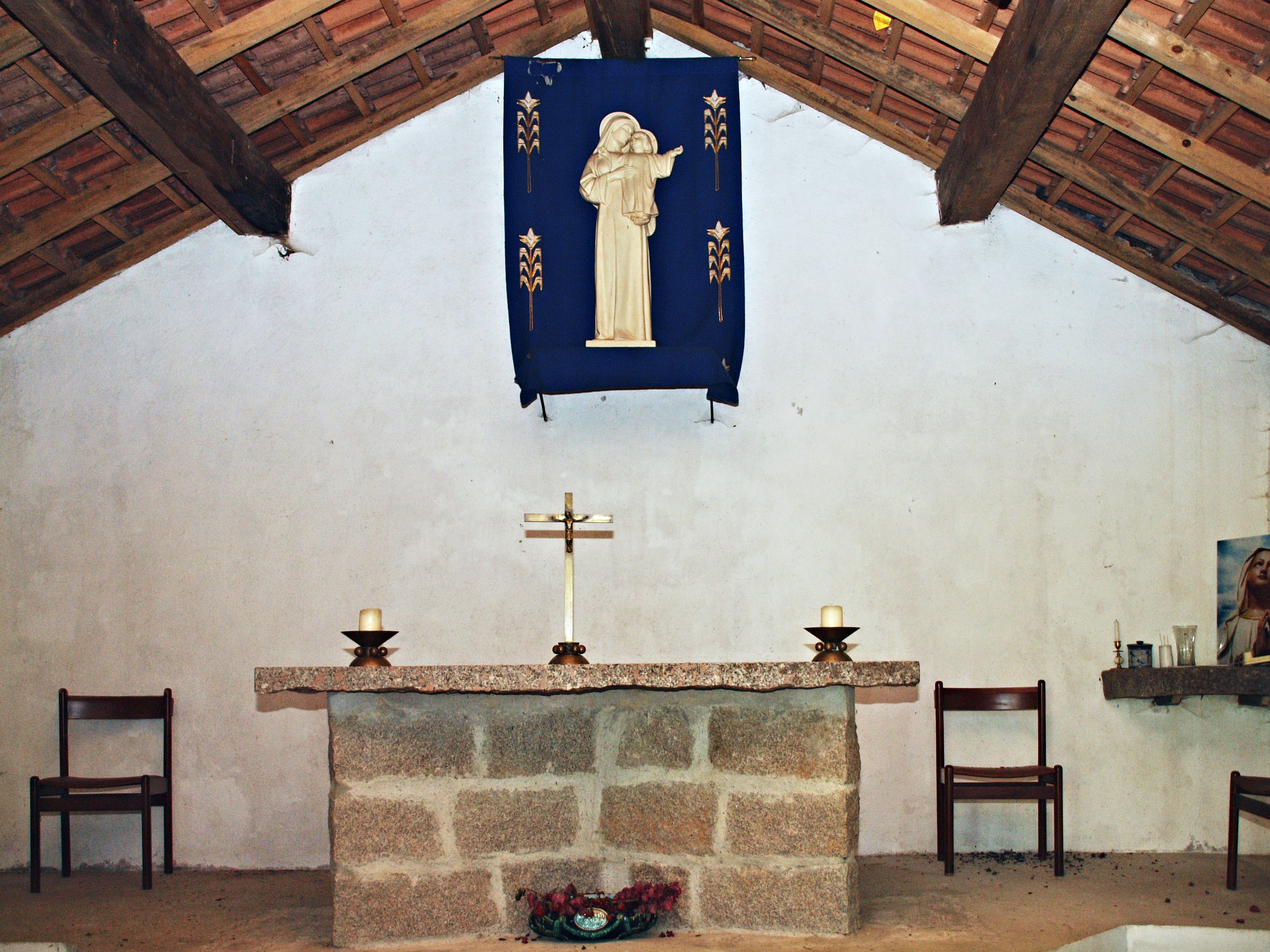
Intérieur de la chapelle.

En descendant à la gare de Vizzavona, on découvre une petite chapelle dans la forêt : Notre-Dame-de-la-Forêt (A Signora di a Furesta). Bâtie en 1880, elle était à l'origine constituée en rondins avec un autel. Par la suite un fronton lui fut ajouté. En 1931, une nouvelle chapelle en pierre remplaça l'ancienne. Des cérémonies religieuses y sont célébrées à la demande des résidents.

Tous les 16 juillet, la confrérie des Dames de la Miséricorde d'Ajaccio vient y fêter Notre-Dame du Mont-Carmel.
- Le Fort de Vaux

Construit en 1772 pour contrôler le passage entre le nord et le sud de l'île, le fort ruiné domine encore majestueusement le col de Vizzavona (1 163 m). Les ruines du fort de Vizzavona ou fort De Vaux, propriétés de l'État, sont inscrites Monuments historiques par arrêté du 4 août 1992.
Vizzavona est également le nom :

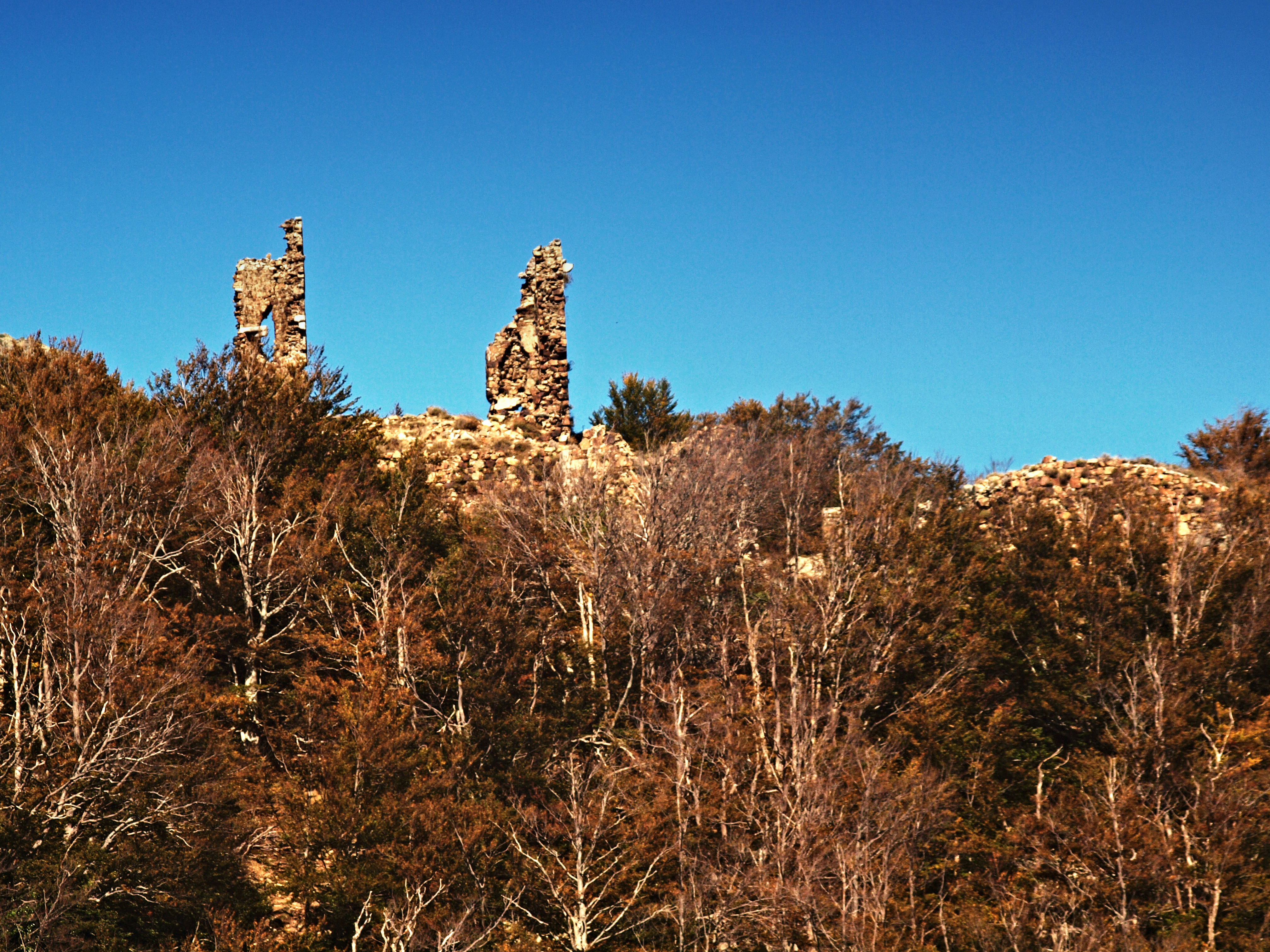
Ruines du fort de Vaux.

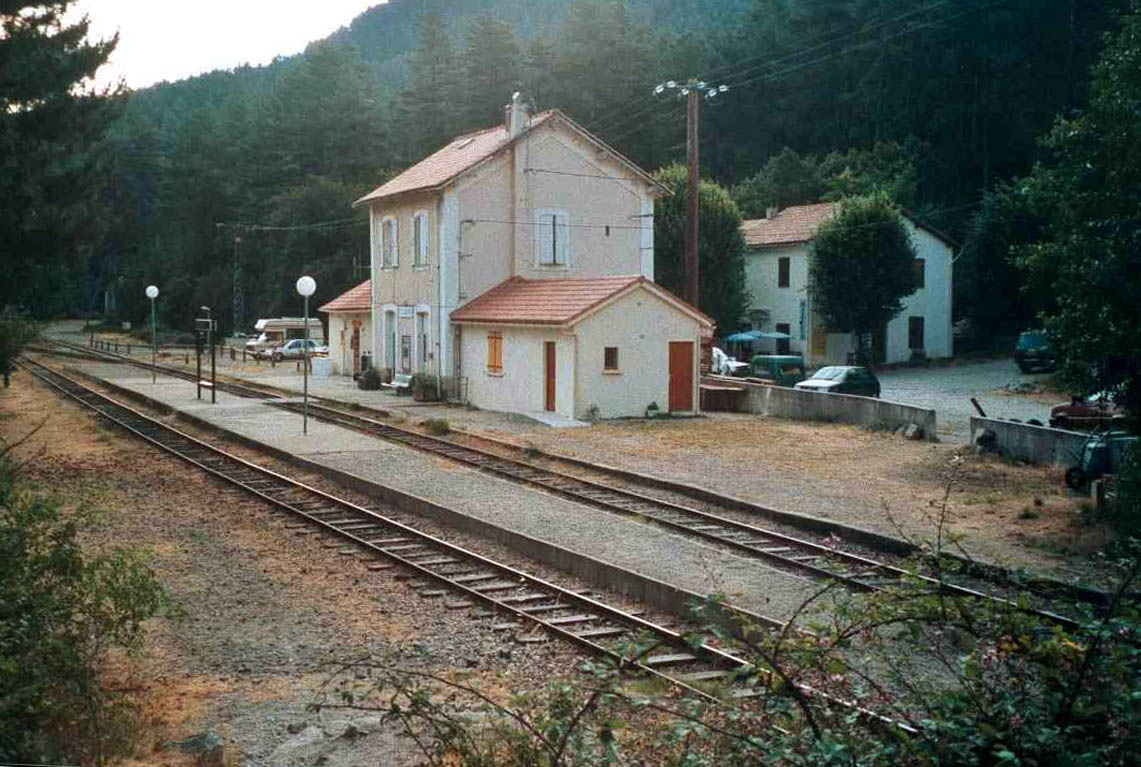
Gare de Vizzavona dans les années 1980. Le tunnel est sur la droite de la photo.

- d'un col d'altitude 1 163 m, assurant la communication entre la Haute-Corse (vallée du Vecchio) et la Corse-du-Sud (vallée de la Gravona) : le col de Vizzavona

- d'une gare des chemins de fer de Corse, sur la ligne centrale joignant Bastia et Corte à Ajaccio : la gare de Vizzavona

- d'une forêt territoriale particulièrement remarquable jusqu'à 900 m d'altitude avec des pins laricio, et à l'étage supérieur, une grande hêtraie : la forêt de Vizzavona,

Cette forêt gérée par l'ONF est irriguée par de nombreux ruisseaux descendant de la montagne.
- d'un tunnel ferroviaire, le tunnel de Vizzavona, construit de 1880 à 1889. Cet ouvrage à voie unique, a une longueur de 3 916 m. Le seuil de sa tête Nord qui se trouve à 50 mètres de la gare, est à l'altitude de 906 mètres.